# Thomas Enevoldsen
Thomas Enevoldsen (født 27. juli 1987) er en dansk fodboldspiller, der spillede senest i den amerikanske klub Indy Eleven.
Han har også spillet i AaB, hvortil han udlejet i 2014 og permanent skiftede til i 2015.
Han har længe spillet på midtbanen, men er siden 2015 rykket helt frem i angrebet.

## Klubkarriere
Han indledte sin karriere i AaB, hvor han spillede ungdomsfodbold og senere kom på klubbens førstehold. Her var han del af den trup, der vandt DM-titlen i 2008 og det efterfølgende år klarede sig flot i Champions League. På den baggrund blev han solgt til FC Groningen sommeren 2009.
Han skiftede den 21. juni 2012 til belgiske KV Mechelen, hvor han skrev under på en toårig kontrakt.
Den 16. juni 2014 blev Enevoldsen udlejet til AaB på en lejeaftale gældende hele 2014-15-sæsonen, hvilket i juni 2015 blev gjort permanent, da han skrev under på en toårig aftale. Han bekendtgjorde i maj 2017, at han stoppede i klubben ved kontraktudløb i juni. Han var uden klub fra 30. juni 2017 indtil han fik kontrakt med NAC Breda den 30. august 2017.
I 2018 spillede han i den amerikanske klub Orange County SC, men i januar 2019 skiftede han til Indy Eleven i Indianapolis.

## Landsholdskarriere
Thomas Enevoldsen har spillet på alle ungdomslandshold fra U/18 til U/21, og i 2009 fik han sin debut på A-landsholdet. Han blev udtaget til bruttotruppen til VM-slutrunden 2010, og da han blev skiftet ind i den sidste træningskamp inden den endelige udtagelse 27. maj mod Senegal og gjorde en fin figur med blandt andet sit første mål i en landskamp, blev Thomas Enevoldsen efterfølgende udtaget blandt de 23 spillere, der kom med til slutrunden.

## Personlige forhold
Thomas Enevoldsen er søn af den tidligere AaB-spiller Peter "Ålen" Enevoldsen, der er cheftræner i Thisted FC, og er derudover også storebror til Viborg FF keeperen, Simon Enevoldsen. Han er kæreste med Team Esbjerg's håndbolddspiller Lærke Møller.

## Titler
- Personlige titler
  - Månedens spiller (1): November 2015[8]

- AaB
  - Superligaen: 2007-08